# Barbara Gould
Barbara Gould es una deportista británica que compitió en tiro con arco, en la modalidad de arco recurvo. Ganó dos medallas en el Campeonato Europeo de Tiro con Arco al Aire Libre de 1974, oro individual y plata por equipo.

## Palmarés internacional
| Campeonato Europeo al Aire Libre | Campeonato Europeo al Aire Libre | Campeonato Europeo al Aire Libre | Campeonato Europeo al Aire Libre |
| Año                              | Lugar                            | Medalla                          | Prueba                           |
| -------------------------------- | -------------------------------- | -------------------------------- | -------------------------------- |
| 1974                             | Zagreb (Yugoslavia)              | Medalla de oro                   | Individual                       |
| 1974                             | Zagreb (Yugoslavia)              | Medalla de plata                 | Equipo                           |